# Mariken van Hilten
Marike Elisabeth (Mariken) van Hilten (Amsterdam, 20 januari 1964) is een Nederlands jurist. Van Hilten is sinds 2020 vicepresident van de Hoge Raad der Nederlanden.
Van Hilten volgde het gymnasium-bèta aan het Murmellius Gymnasium te Alkmaar. Vervolgens studeerde ze fiscaal recht aan de Universiteit Leiden. Na haar afstuderen in 1987 werd ze universitair docent bij de vakgroep belastingrechtelijke vakken van de Leidse rechtenfaculteit, waar ze in 1992 promoveerde op het proefschrift Bancaire en financiële prestaties in de Europese BTW; promotoren waren Ben Terra (UvA) en Koos Reugebrink. In 1994 ontving zij de Staatsprijs voor fiscaal-wetenschappelijke publicaties. In 1997 werd ze benoemd tot hoogleraar kostprijsverhogende belastingen aan de Universiteit Leiden.
Sinds 1987 was Van Hilten tevens in deeltijd werkzaam als belastingadviseur bij Coopers & Lybrand belastingadviseurs (voorloper van PricewaterhouseCoopers); in 1992 stapte ze over naar KPMG Meijburg & Co.. In 1998 verliet ze de adviespraktijk en werd ze benoemd tot raadsheer bij het Gerechtshof 's-Hertogenbosch (belastingkamer). In 2002 stapte ze over als voltijds raadsheer naar de douanekamer en belastingkamer van het Gerechtshof Amsterdam en kwam er tevens een einde aan haar tijd als hoogleraar in Leiden. In 2007 werd Van Hilten benoemd tot advocaat-generaal bij de Hoge Raad der Nederlanden, in de sectie belasting van het parket bij de Hoge Raad. Van 2009 tot 2012 was ze tevens bijzonder hoogleraar indirecte belastingen op een wisselleerstoel aan de Vrije Universiteit Amsterdam.
Op 1 september 2015 werd Van Hilten benoemd tot raadsheer in de belastingkamer van de Hoge Raad. Na de benoeming van Dineke de Groot tot president van de Hoge Raad werd Van Hilten per 1 november 2020 vicepresident van de Hoge Raad en voorzitter van de belastingkamer.
Bestuur van de Hoge Raad:
G. de Groot (president) · M.V. Polak · M.J. Kroeze ·  V. van den Brink · J. de Hullu · R.J. Koopman · M.E. van Hilten (vicepresidenten)

Eerste kamer:
G. de Groot · 
M.V. Polak · 
M.J. Kroeze (vzrs.) · 
A.E.B. ter Heide ·
F.J.P. Lock · 
G.C. Makkink · 
C.E. du Perron · 
F.R. Salomons · 
S.J. Schaafsma · 
C.H. Sieburgh · 
T.H. Tanja-van den Broek · 
K. Teuben · 
H.M. Wattendorff

Tweede kamer:
V. van den Brink · 
M.J. Borgers (vzrs.) · 
Y. Buruma · 
C. Caminada · 
J.C.A.M. Claassens · 
C.N. Dalebout · 
T. Kooijmans · 
M. Kuijer · 
A.E.M. Röttgering ·
A.L.J. van Strien ·
T.B. Trotman

Derde kamer:
M.E. van Hilten · 
J.A.R. van Eijsden (vzrs.) · 
M.T. Boerlage ·
P.A.G.M. Cools ·
E.F. Faase · 
M.W.C. Feteris · 
M.A. Fierstra · 
R.J. Koopman ·
E.N. Punt ·
A.E.H. van der Voort Maarschalk · 
J. Wortel

J.E.M. Polak (i.b.d.) · 
H.G. Sevenster (i.b.d.) · 
C.J. Borman (i.b.d.)

Parket:
F.W. Bleichrodt (procureur-generaal) · 
M.H. Wissink (plv. procureur-generaal) · 

Advocaten-generaal civiel:
B.F. Assink · 
R.H. de Bock · 
B.J. Drijber · 
T. Hartlief · 
F.F. Langemeijer (i.b.d.) · 
S.D. Lindenbergh · 
M.L.C.C. Lückers · 
G.R.B. van Peursem · 
E.B. Rank-Berenschot · 
G. Snijders · 
W.L. Valk · 
P. Vlas · 
E.M. Wesseling-van Gent 

Advocaten-generaal straf:
D.J.C. Aben · 
P.M. Frielink · 
A.E. Harteveld · 
E.J. Hofstee · 
B.F. Keulen · 
D.J.M.W. Paridaens · 
T.N.B.M. Spronken · 
P.C. Vegter (i.b.d.)

Advocaten-generaal belasting:
C.M. Ettema · 
R.L.H. IJzerman · 
R.E.C.M. Niessen · 
P.J. Wattel